# Ютіка (Огайо)
Ютіка (англ. Utica) — селище (англ. village) в США, в округах Лікінґ і Нокс штату Огайо. Населення — 2064 особи (2020).

## Географія
Ютіка розташована за координатами 40°14′14″ пн. ш. 82°26′27″ зх. д. / 40.23722° пн. ш. 82.44083° зх. д. (40.237166, -82.440885).  За даними Бюро перепису населення США в 2010 році селище мало площу 4,42 км², з яких 4,38 км² — суходіл та 0,04 км² — водойми.

## Демографія
Згідно з переписом 2010 року, у селищі мешкали 2132 особи в 841 домогосподарстві у складі 564 родин. Густота населення становила 482 особи/км².  Було 937 помешкань (212/км²).
Расовий склад населення:
| - 97,7 % — білих - 0,5 % — чорних або афроамериканців - 0,2 % — азіатів - 0,1 % — вихідців з тихоокеанських островів - 0,1 % — корінних американців |

До двох чи більше рас належало 1,2 %. Частка іспаномовних становила 0,9 % від усіх жителів.
За віковим діапазоном населення розподілялося таким чином: 27,1 % — особи молодші 18 років, 57,1 % — особи у віці 18—64 років, 15,8 % — особи у віці 65 років та старші. Медіана віку мешканця становила 37,4 року. На 100 осіб жіночої статі у селищі припадало 87,3 чоловіків;  на 100 жінок у віці від 18 років та старших — 86,3 чоловіків також старших 18 років.
Середній дохід на одне домашнє господарство  становив 46 367 доларів США (медіана — 40 714), а середній дохід на одну сім'ю — 54 269 доларів (медіана — 47 958). Медіана доходів становила 38 210 доларів для чоловіків та 28 684 долари для жінок. За межею бідності перебувало 16,2 % осіб, у тому числі 21,4 % дітей у віці до 18 років та 7,3 % осіб у віці 65 років та старших.
Цивільне працевлаштоване населення становило 1025 осіб. Основні галузі зайнятості: освіта, охорона здоров'я та соціальна допомога — 25,5 %, виробництво — 18,2 %, роздрібна торгівля — 11,8 %, мистецтво, розваги та відпочинок — 11,0 %.